# Norops parvicirculatus
Norops parvicirculatus este o specie de șopârle din genul Norops, familia Polychrotidae, descrisă de Álvarez Del Toro și Smith 1956. Conform Catalogue of Life specia Norops parvicirculatus nu are subspecii cunoscute.